# João Tzetzes
João Tzetzes (em grego: Ιωάννης Τζέτζης; transl. Ioánnis Tzétzis; c. 1110 – 1180) foi um poeta e gramático bizantino, que viveu na Constantinopla do século XII.
Ele foi capaz de preservar muitas informações valiosas da literatura e da erudição da Grécia Antiga.

## Biografia
Tzetzes era grego por parte de pai e parte ibérico (georgiano) por parte de mãe. Em suas obras, Tzetzes afirma que sua avó era parente da princesa bagrátida georgiana Maria de Alânia que veio para Constantinopla com ela e mais tarde se tornou a segunda esposa dos sebastos Constantino Keroularios, megas droungarios e sobrinho do patriarca Michael Keroularios.
Ele trabalhou como secretário de um governador provincial por um tempo e mais tarde começou a ganhar a vida ensinando e escrevendo. Ele foi descrito como vaidoso, parece ter se ressentido de qualquer tentativa de rivalidade e atacou violentamente seus colegas gramáticos. Por falta de material escrito, foi obrigado a confiar em sua memória; portanto, deve-se ter cautela ao ler sua obra. No entanto, ele foi instruído e deu uma grande contribuição para o avanço do estudo da literatura grega antiga.

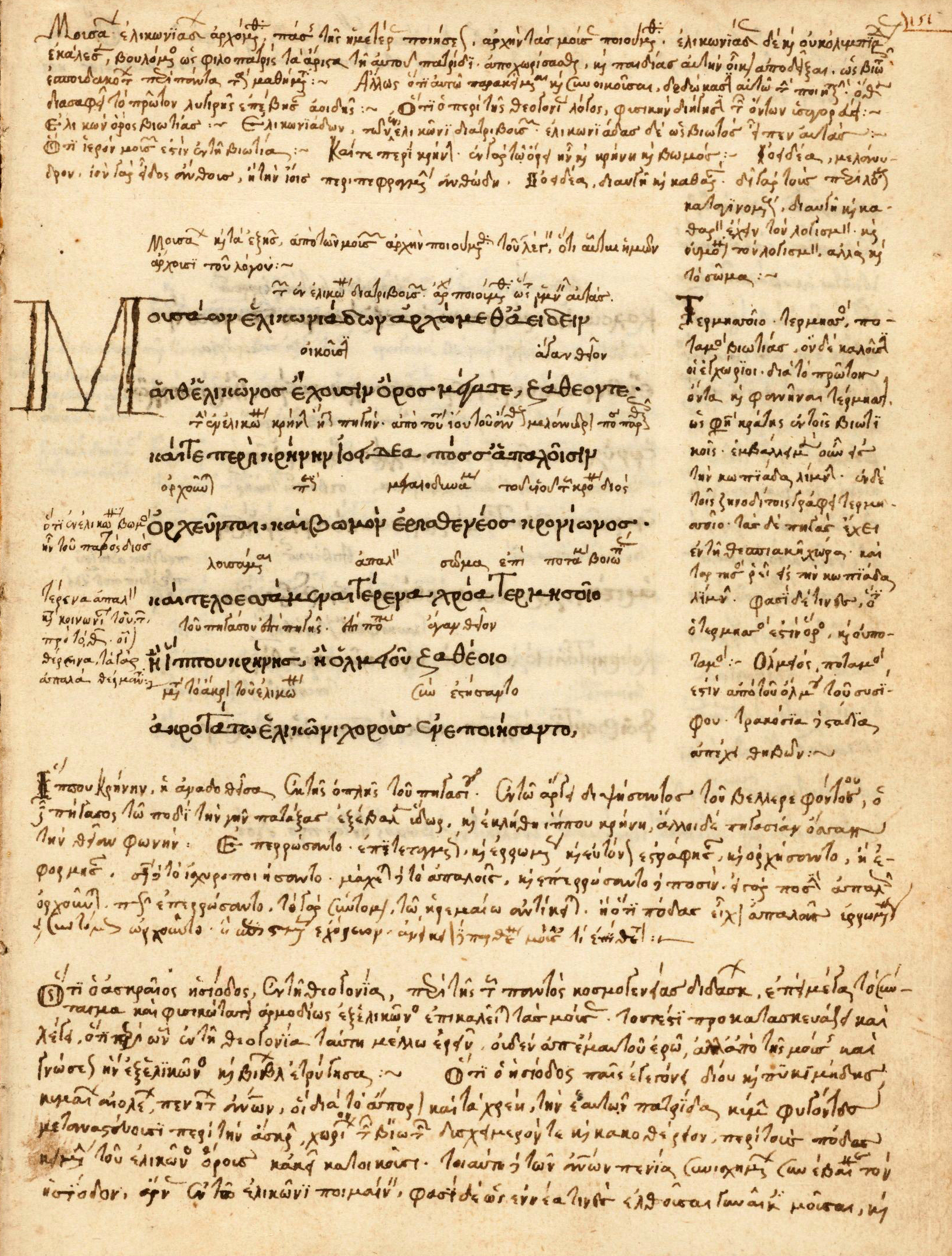
Manuscrito do século XVI de Hesíodo a Teogonia com comentários de João Tzetzes

A mais importante de suas muitas obras é considerada o Livro de Histórias, geralmente chamado de Chiliades ("milhares") pela divisão arbitrária por seu primeiro editor (N. Gerbel, 1546) em livros, cada um contendo 1 000 linhas (na verdade, consiste em 12 674 versos políticos). É uma coleção de miscelâneas literárias, históricas, teológicas e antiquárias, cujo valor principal consiste no fato de que, em certa medida, compensa a perda de obras então acessíveis aos Tzetzes. Toda a produção sofre de uma demonstração desnecessária de aprendizado, com o número total de autores citados sendo superior a 200. O autor posteriormente trouxe uma edição revisada com notas marginais em prosa e verso (ed. T. Kiessling, 1826; sobre as fontes, ver C. Harder, De J. T. historiarum fontibus quaestiones selectae, diss., Kiel, 1886).
Sua coleção de 107 cartas dirigidas em parte a personagens fictícios e em parte aos grandes homens e mulheres da época do escritor, contém uma quantidade considerável de detalhes biográficos.
Tzetzes complementa a Ilíada de Homero com um trabalho que começa com o nascimento de Paris e continua o conto de retorno para casa.
As Alegorias homéricas, em verso "político" e dedicadas inicialmente à imperatriz alemã Irene e depois a Constantino Cotertzes, são dois poemas didáticos, o primeiro baseado na Ilíada e o segundo baseado na Odisséia, em que Homero e a teologia homérica é apresentada e então explicada por meio de três tipos de alegoria: euhemerística (πρακτική), anagógica (ψυχική) e física (στοιχειακή). Essas obras foram traduzidas para o inglês em 2015 e 2019 por Adam J. Goldwyn e Dimitra Kokkini.
Na Antehomerica, Tzetzes relembra os eventos ocorridos antes da Ilíada de Homero. Este trabalho foi seguido pela Homérica, cobrindo os eventos da Ilíada, e pela Posthomerica, relatando os eventos ocorridos entre a Ilíada e a Odisséia. Todos os três estão atualmente disponíveis em traduções para o inglês.
Tzetzes também escreveu comentários sobre uma série de autores gregos, o mais importante dos quais é o que elucidou a obscura Cassandra ou Alexandra do poeta helenístico Lycophron, geralmente chamado de "On Lycophron" (editado por K.O. Müller, 1811), em cuja produção seu irmão Isaac é geralmente associado a ele. Também pode ser feita menção a um esboço dramático em verso iâmbico, no qual são descritos os caprichos da fortuna e a miserável sorte dos eruditos; e de um poema iâmbico sobre a morte do imperador Manuel I Comneno, notável por introduzir no início de cada verso a última palavra do verso anterior (ambos em Pietro Matranga, Anecdota Graeca 1850).
Para as outras obras de Tzetzes, ver J. A. Fabricius, Bibliotheca graeca (ed. Harles), xi.228, e Karl Krumbacher, Geschichte der byz. Litt. (2ª ed., 1897); monografia de G. Hart, "De Tzetzarum nomine, vitis, scriptis," em Jahn 's für classische Philologie Jahrbucher. Supplementband xii (Leipzig, 1881).